# Riachuelo Futebol Clube
Il Riachuelo Futebol Clube, noto anche semplicemente come Riachuelo, è una società calcistica brasiliana con sede nella città di Riachuelo, nello stato del Sergipe.

## Storia
Il club è stato fondato l'11 giugno 1933. Ha vinto il Campionato Sergipano nel 1941, e il Campeonato Sergipano Série A2 nel 2002.

## Palmarès

### Competizioni statali
- Campionato Sergipano: 1

1941
- Campeonato Sergipano Série A2: 1

2002